# Caciki
Cacíki (grško τζατζίκι [d͡zaˈd͡zici], turško cacık) je omaka ali pomaka iz jogurta, naribanih, sesekljanih kumar in drobno narezanega česna, po izvoru iz Grčije. V Mali Aziji in na južnem Balkanu lahko najdemo različne verzije.

## Zgodovina
Tarator je bilo ime jedi iz mletih orehov in kisa v Osmanskem cesarstvu. Ime so dobile jedi različnih priprav v regiji, vključno s pomakami, solatami in omakami. Na Levantu je omaka taratur na osnovi tahina, v Turčiji in na Balkanu pa je pomenila kombinacijo jogurta in kumar, včasih tudi z orehi. Postala je tradicionalni del meze.